# Loupežníci
Loupežníci (1781, Die Räuber) je první divadelní hra Friedricha Schillera. Hra měla premiéru 13. ledna 1782 v Mannheimu v Německu. Je napsána v próze a skládá se z pěti dějství, z nichž každé je rozděleno do dvou až pěti scén. Vyznačuje se vášnivou intenzitou, kterou Schiller vyvolává emocionálním jazykem, kolísáním mezi patosem a vulgárností a použitím mnoha stylistických figur (anakolut, řečnická otázka, ironie, metafora, paralelismus a další).
Základním motivem je spor dvou bratrů o dívku na pozadí událostí v českých lesích. Má hluboký politický podtext, proto s ní měl Schiller ve Württembersku problémy. V myšlenkách se neustále vrací k boji proti tyranii. Hra se stala ideovým praporem literárního hnutí Sturm und Drang (Bouře a vzdor). Svým námětem je jednou z nejúspěšnějších her, oblíbená byla i ve Francii a na jejím základě vznikaly loupežnické hry. Námět převzal Schiller od svého učitele Christiana Friedricha Daniela Schubarta z jeho povídky K dějinám lidského srdce (1775, Zur Geschichte des menschlichen Herzens).

## Vznik a první uvedení

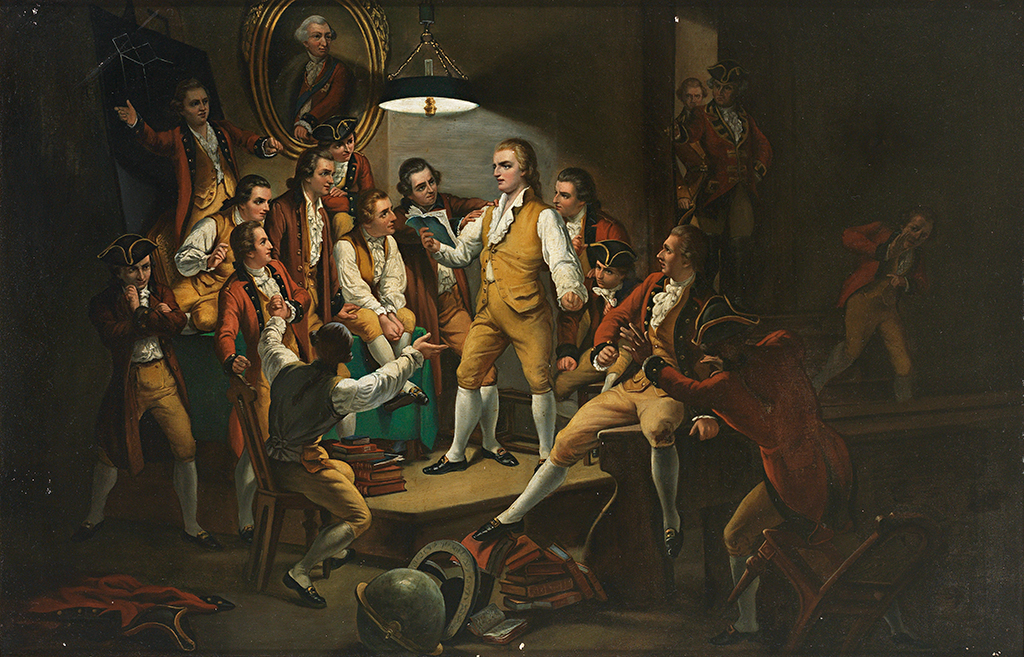
Schiller čte Loupežníky svým přátelům

Hra vznikala tři roky. Myšlenkou sepsat Loupežníky se Schiller patrně začal zabývat už roku 1777. Coby zdroj mu posloužila především povídka Zur Geschichte des menschlichen Herzens (1775) z pera C. F. D. Schubarta, sám Schiller dále poukázal na vliv „ctihodného loupežníka Roqua z Dona Quichota“ či řeckého filozofa a spisovatele Plútarcha. Hru psal potají, převážně při nočních službách v nemocnici vojenské akademie a prvními posluchači byly jeho přátelé na akademii.

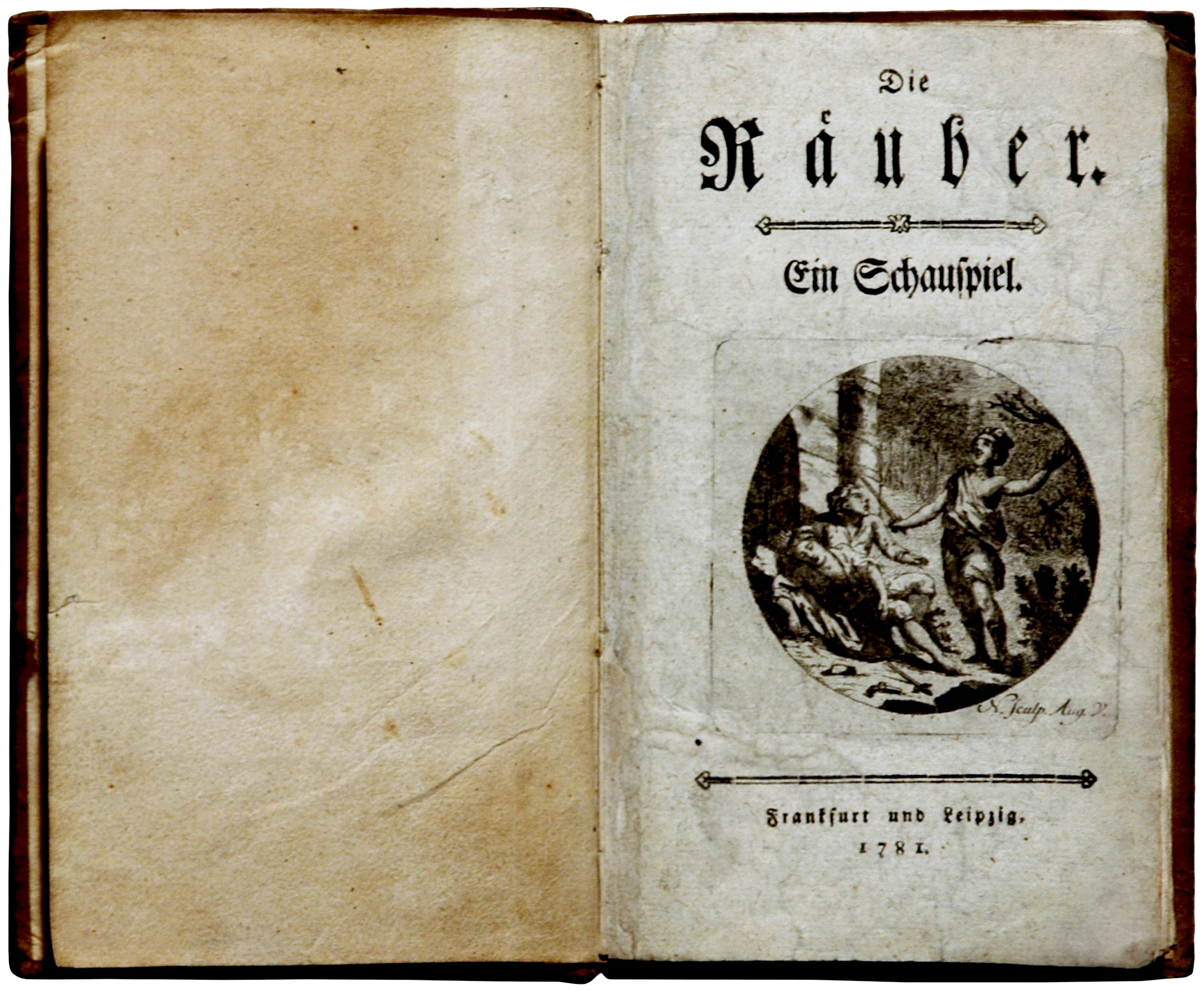
První vydání hry z roku 1781

Schiller nechal text hry otisknout nejprve na vlastní náklady a anonymně. Přesto se hry ujal ředitel divadla v Mannheimu, Wolfgang Heribert Freiherr von Dalberg (1750–1806), který se rozhodl ji uvést na jevišti. Požadoval však po Schillerovi určité změny a zjemnění, k čemuž došlo částečně po domluvě s autorem, částečně bez jeho vědomí. Tyto změny dokumentuje dochovaná nápovědní kniha (tzv. Mannheimer Soufflierbuch). K prvnímu uvedení hry, kterou Dalberg zasadil do rytířské společnosti období pozdního středověku, došlo v mannheimském Národním divadle 13. ledna 1782 a Schiller byl premiéře osobně přítomen. Hra měla obrovský úspěch a Schiller se rázem stal jedním z nejpřednějších německých dramatiků a začal býz znám i v zahraničí. Výsledkem toho bylo, že mu vévoda Karel Evžen Württemberský zakázal psát a pro nepovolenou návštěvu reprízy představení ho nechal dokonce na čtrnáct dní uvěznit, což vedlo ke Schillerovu útěku do Mannheimu.
Znovu text Schiller přepracoval pro vydání u mannheimského nakladatele Christiana Friedricha Schwana (1733–1815), do tohoto vydání, které vyšlo roku 1782 s podtitulem Ein Trauerspiel. Neue, für die Mannheimer Bühne verbesserte Auflage (Truchlohra. Nové, pro mannheimské jeviště vylepšené vydání), Schiller vrátil původně vyškrtnuté a zmírněné pasáže. Naopak tzv. „druhé vydání“ nakladatele Tobiase Löfflera z téhož roku, v němž je na úvodní straně vyobrazen ke skoku připravený lev, s největší pravděpodobností Schiller nelegitimizoval.
Je známo, že Schiller dlouhodobě zvažoval sepsání pokračování hry. Zachovalo se však jen pět skic, z nichž nejrozsáhlejší nese název Die Braut in Trauer oder zweiter Teil der Räuber (Nevěsta ve smutku aneb druhá část Loupežníků).

## Obsah hry

### Hlavní postavy

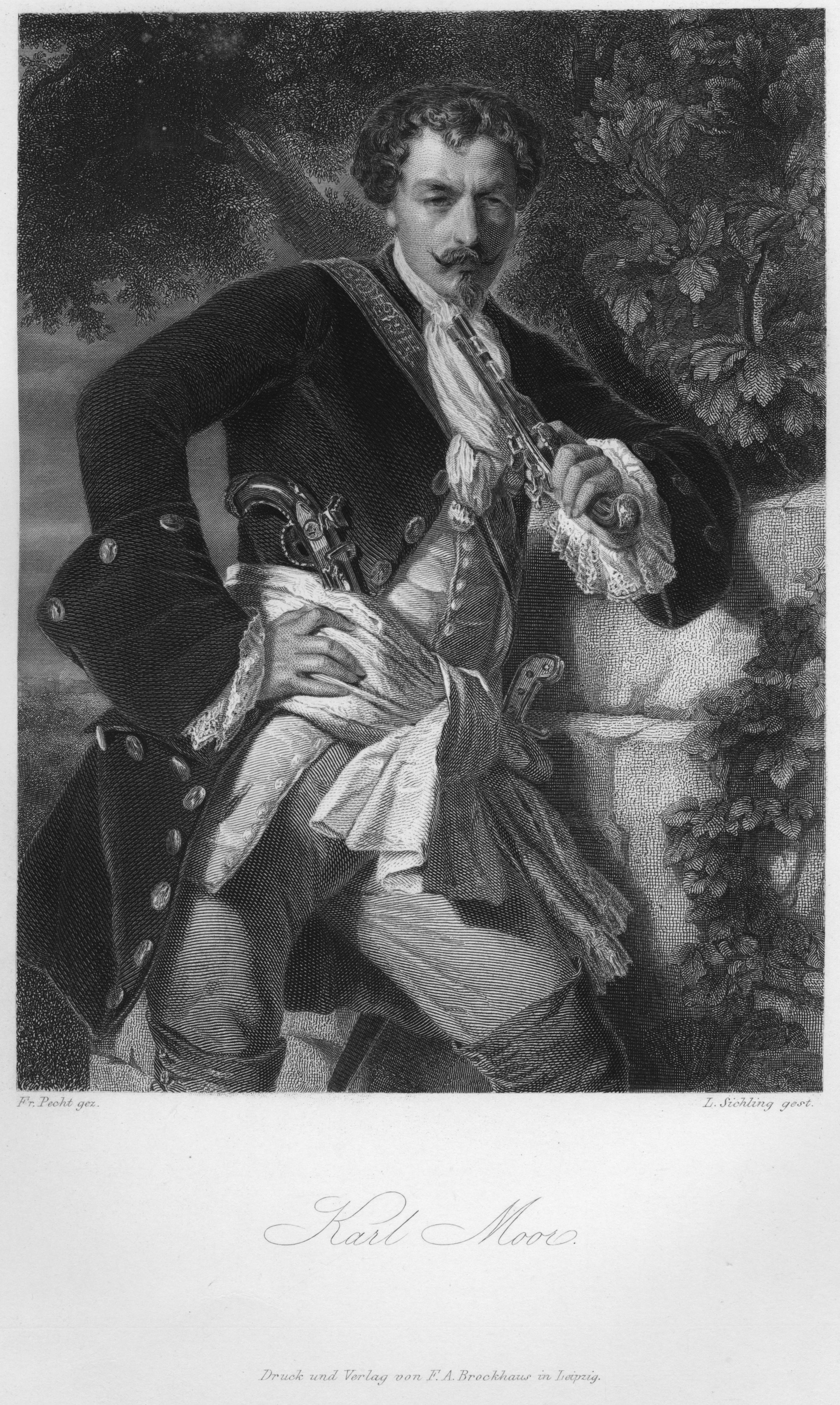
Karel Moor

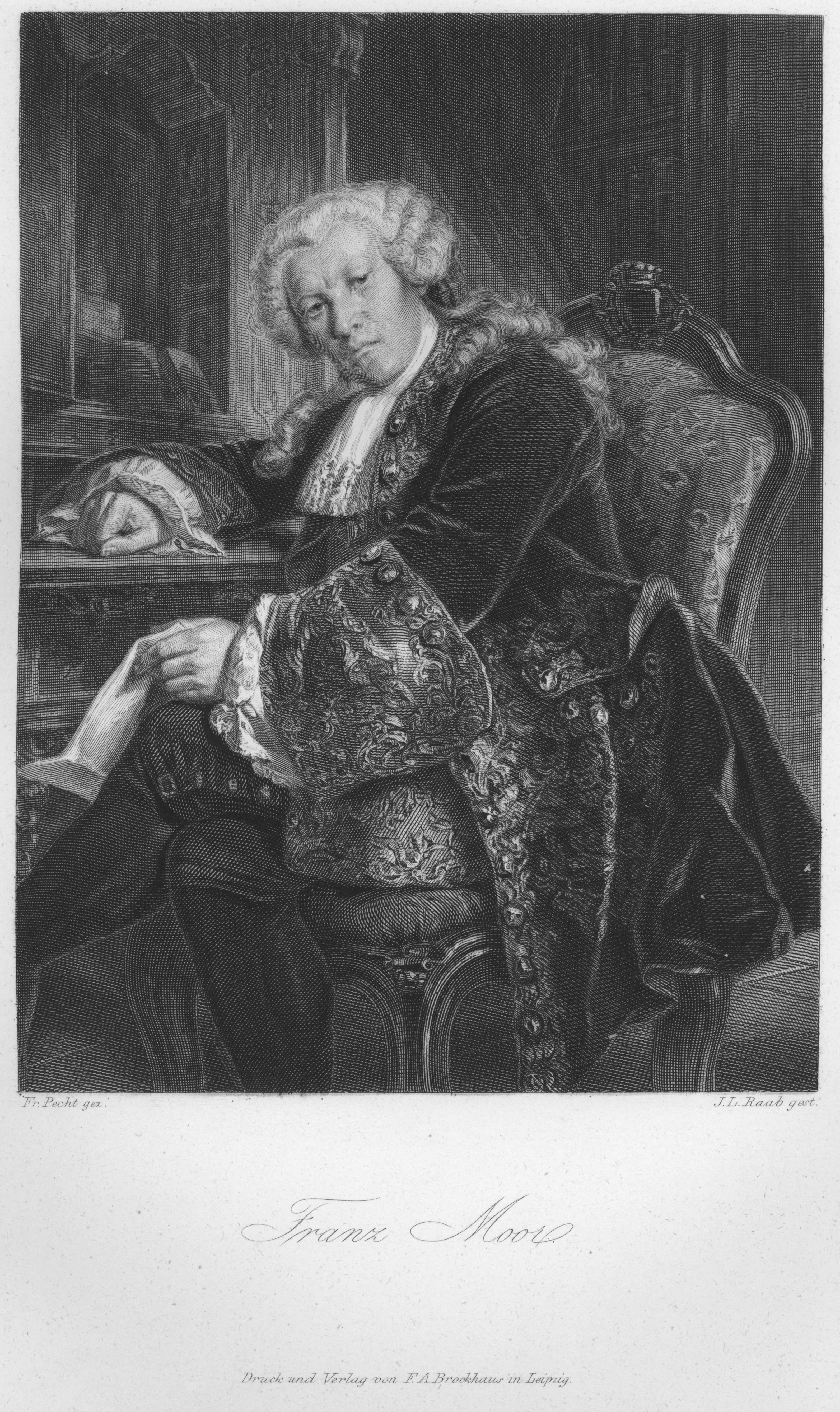
Franz Moor

- Maximilián, vládnoucí hrabě Moor,
- jeho synové:
  - Karel Moor,
  - Franz Moor,
- Amálie z Edelreichů.

### Děj hry
Hlavní hrdina Karel Moor je zbloudilý syn (romantický rozervanec), který se hned v první scéně snaží o usmíření se svým otcem, hrabětem Maximiliánem. To se mu nezdaří, neboť jeho lstivý mladší bratr Franz nepřečte otci Karlův dopis, ale podvrh, který líčí hrůzné Karlovy skutky. Sblížení mezi synem a otcem, po němž oba touží, se tedy nekoná. Karel je zklamaný a přidává se k loupežníkům, kteří řádí v Čechách. Tam si vydobude pověst přísného, ale slušného a férového chlapa, za něhož se v případě nutnosti (zrada jednoho z „přátel“) postaví celá banda.

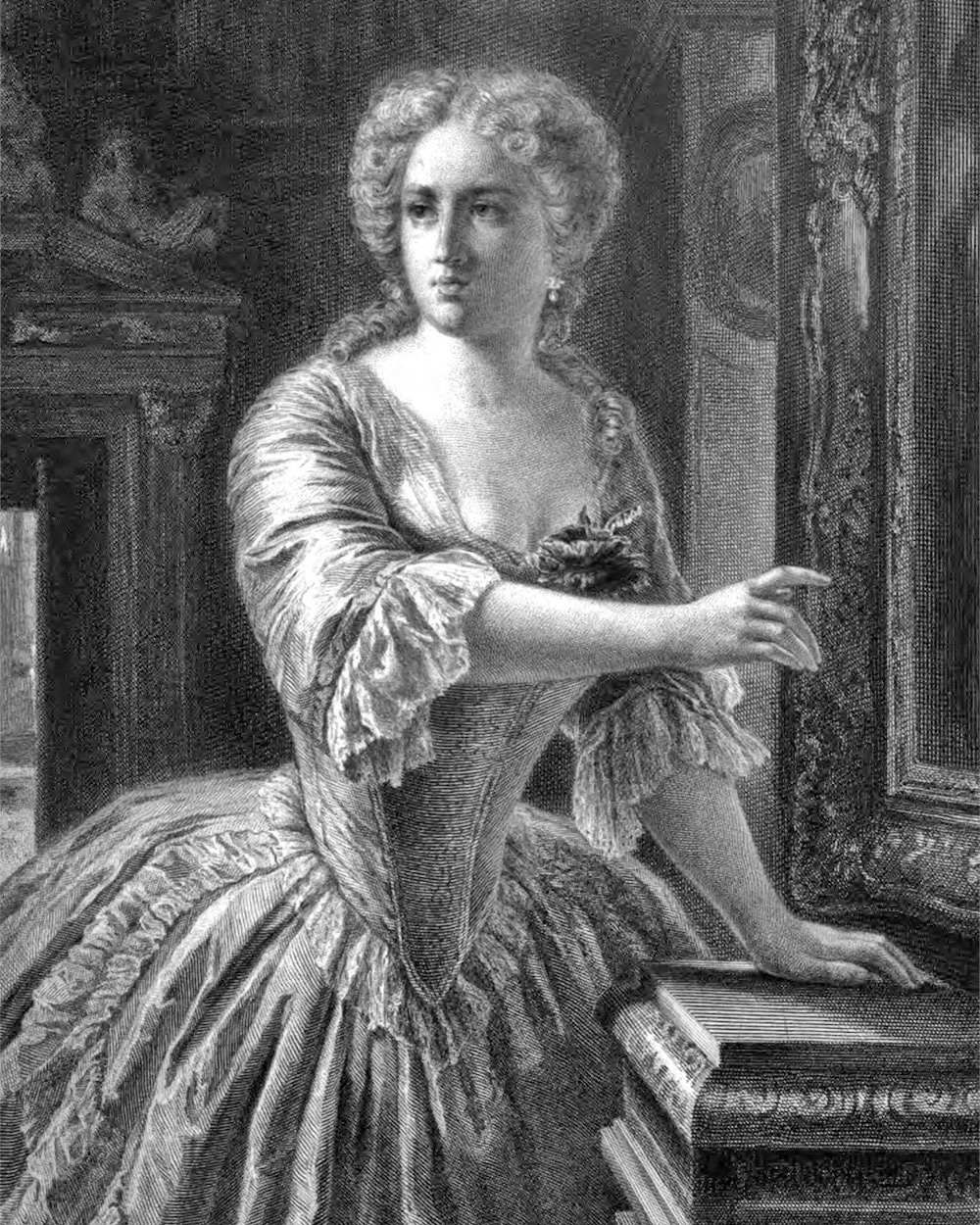
Amálie

Franz mezitím získá na usedlosti Moorů výsadní postavení, jelikož otec „zemřel“ (otec ztratil vědomí, a Franz jej unáhleně prohlásil za mrtvého – když se ale ukázalo, že žije, dal ho uvěznit do věže daleko od sídla a chtěl ho nechat zemřít hlady – před tím ho zachraňuje starý věrný sluha Daniel). Franz se dvoří Karlově milé, Amálii, která žije v domnění, že Karel je mrtev. Přesto mu zůstává věrná a Franze si drží od těla. 
Jednoho dne se k loupežníkům přidává mladý šlechtic Kosinsky, který vede bandu loupit na Moorovu usedlost. Tam se ukáže, že Karlův otec je živ (usmíří se), a Karel se chce Franzovi pomstít. Pošle do paláce své nejlepší muže, ale Franz se oběsí ještě předtím, než loupežníci dorazí (ze strachu se zhroutí).
Karel prožívá velké dilema, jestli má zůstat s lupiči, nebo s Amálií, která pro něj představuje veškeré štěstí. Ovšem tlupa mu připomíná starou přísahu, kterou se Karel upsal lupičům vlastní krví – je tedy jejich a Amálie také. Když Karlův otec zjistí, že je jeho syn loupežníkem, otřesem zemře. Amálie prosí, aby ji některý z lupičů zabil, protože život pro ni ztratil jakoukoli cenu (po celou hru má sebevražedné sklony). Moor ale prohlásí, že jeho milenka může zemřít jen jeho rukou, a probodne ji. Její smrt ho vykoupí a on může od loupežníků odejít. Jde vykonat poslední dobrý skutek (celé jeho loupení mělo být vlastně dobrým skutkem – ovšem až na závěr pochopí, že je nemožné změnit svět dalšími špatnostmi): na jeho hlavu je vypsána odměna, která se hodí nuzákovi s 11 dětmi – vydává se za ním, aby ho on mohl udat.

## Adaptace

### Hudba
- Amalia (1815), píseň rakouského skladatele Franze Schuberta na text z 1. scény 3. jednání hry.[6]
- I briganti (1836,Loupežníci), opera italského skladatele Saveria Mercandanta.[7]
- I masnadieri (1847, Loupežníci), opera italského skladatele Giuseppe Verdiho[8]
- I briganti (asi 1895), neuvedená opera katalánské skladatelky Luisy Casagemas.[9]
- Die Räuber (1957), opera německého skladatele Giselhera Klebea.[10]

### Film a televize
- The Robbers (1913), americký němý film, režie Walter Edwin.
- Die Räuber (1913), německý němý film, režie Friedrich Feher.
- Die Räuber (1959), západoněmecký televizní film, režie Fritz Umgelter.
- I masnadieri (1959), italský televizní film, režie Anton Giulio Majano.
- Die Räuber (1966), západoněmecký televizní film, režie Heinrich Koch.
- Die Räuber (1967), východoněmecký televizní film, režie Gerd Keil a Jens-Peter Proll.
- Die Räuber (1969), západoněmecký televizní film, režie Egon Monk.
- I masnadieri (1980), opera Giuseppe Verdiho, australský televizní film, režie Peter Beauvais.
- I masnadieri (2012), opera Giuseppe Verdiho, italský televizní film, režie Annalisa Buttò.
- Die Räuber (2016), rakouský televizní film, režie Matthias Hartmann a Michael Schachermaier.
- I masnadieri (2019), opera Giusspe Verdiho, italský televizní film, režie Daniela Vismara.[11]

## Česká vydání a inscenace (výběr)
- Loupežníci (1786), překlad Karla Ignáce Tháma pro pražské divadlo Bouda vydaný také knižně.[12]
- Loupežnicí, Praha: Ignác Leopold Kober 1866, přeložil Josef Jiří Kolár.
- Loupežníci, inscenace Národního divadla v Praze, premiéra 24. října 1890, přeložil Josef Jiří Kolár, režie Jakub Seifert a Josef Šmaha.[13]
- Loupežníci, inscenace Národního divadla v Praze, premiéra 10. prosince 1897, přeložil Josef Jiří Kolár, režie Josef Šmaha.[14]
- Loupežníci, Praha: Mamert Knapp 1902, přeložil Otto Faster. znovu 1926.
- Loupežníci, Praha: Bedřich Kočí 1916, přeložil Otokar Fischer.
- Loupežníci, inscenace Národního divadla moravsko-slezského v Ostravě, premiéra 14. května 1924, přeložil Otokar Fischer, režie Alexandr Kantor.[15]
- Loupežníci, Praha: Mamert Knapp 1926, přeložil Otto Faster.
- Loupežníci, Praha: SNKLHU 1955, přeložil Otokar Fischer
- Loupežníci, in Loupežníci; Fiesco; Úklady a láska; Don Carlos, Praha: SNKLHU 1959, přeložil Otokar Fischer.
- Loupežníci, Praha: Dilia 1976, přeložil Jiří Stach.
- Loupežníci, inscenace pražského Divadla na Vinohradech, premiéra 4. ledna 1984, přeložil Jiří Stach, režie Jiří Dalík.
- Loupežníci, Praha: Artur 2005, přeložil Otokar Fischer.
- Loupežníci, rozhlasová inscenace z roku 2005, přeložil Josef Balvín, režie Lída Engelová.[16]
- Loupežníci - Die Räuber, Brno: Edika 2013, v německém originále se souběžným českým překladem, přeložila Jana Navrátilová.
- Loupežníci, inscenace Národního divadla v Brně, premiéra 5. června 2014, přeložil Otokar Fischer, režie Thomas Zielinski.[17]
- Loupežníci [online]. Překlad Otokar Fischer.  Praha: Městská knihovna v Praze, 2019, elektronická kniha [cit. 2019-07-26]. Dostupné online.